# Nostalgi
Nostalgi er en sammensætning af det græske nostos (hjemrejse) og algos (smerte). Det bruges om at længes efter noget tabt, forsvundet eller bare gamle dage. De græske ord henviser til "smerten en syg person føler, fordi han ønsker at vende tilbage til sit land, og frygten for aldrig at se det igen." Det blev beskrevet som en sygdomstilstand, en form for melankoli, i nyere tid, og kom for at være et vigtigt emne i romantikken.
En nostalgisk person eller nostalgiker er en person med hang i nostalgi. Fx kan vedkommende bruge lang tid på at tale om sin fortid eller tabte ungdom, som kan virke ligegyldig for de tilhørende.
Krigsveteraner fra den amerikanske borgerkrig, som formodentlig led af, hvad vi i dag skulle kalde "posttraumatisk stress-syndrom" (PTSD) fik diagnosen "Nostalgi". En glidning i ordets betydning gjorde, at udtrykket kort efter betegnede længslen efter en uskyldig barndom.
Immanuel Kant var den første, som hævdede, at nostalgien var en længsel efter et "da" snarere end et "nu". Det er i denne moderne betydning, at ordet oftest anvendes i dag.
Nostalgi er i dag desuden et begreb om mode og form, og de fleste har det med at blande det sammen med retro.
"Nostalgi er speed for gamle mennesker". Nostalgi kan åbne en slugt til gamle minder, som skaber positive følelser og giver ældre mennesker en nærende oplevelse.
 Der er for få eller ingen kildehenvisninger i denne artikel, hvilket er et problem. Du kan hjælpe ved at angive troværdige kilder til de påstande, som fremføres i artiklen.